# ده كبري (نغار بردسير)
ده کبري (بالفارسية: ده کبری) هي قرية تقع في إيران في البلدة المركزية. يقدر عدد سكانها بـ 271 نسمة بحسب إحصاء 2016.